# ماثيو ماهر (ممثل)
ماثيو ماهر (بالإنجليزية: Matthew Maher)‏ هو ممثل أمريكي، ولد في 10 نوفمبر 1974.

## أعمال

### أفلام
- (2014) العام الاكثر عنفا[1]
- (2016) أفضل الساعات[2][3]
- (2019) كابتن مارفل[4]

## وصلات خارجية
- ماثيو ماهر على موقع IMDb (الإنجليزية)
- ماثيو ماهر على موقع قاعدة بيانات الفيلم (الإنجليزية)